# Sidi Moumen
Pour les articles homonymes, voir Moumen.
Sidi Moumen est un arrondissement de l'Est de Casablanca et qui fait partie de la préfecture de Sidi Bernoussi .
Cet arrondissement qui s'étend sur 47 km² a connu de 1994 à 2008, une importante hausse de population, passant de 134 697 à 298 431 habitants puis à 452 862 habitants en 2014 ce qui  représente environ 14% de la plus grande ville au royaume[réf. nécessaire].
Sidi Moumen est tristement célèbre depuis 2003, pour avoir vu naitre et grandir les onze auteurs des attentats du 16 mai 2003.
Depuis 2012, cet arrondissement est desservi par la ligne 1 du tramway. 

## Quartiers
Sidi Moumen est composée de plusieurs quartiers :
- Sidi Moumen el-Jadid
- Sidi Moumen el-kdim
- Hay alqarya
- Hay douma
- Ext.

## Enseignement
Sidi Moumen fait partie de l'académie du Casablanca Stat et dispose de plusieurs établissements d'enseignement :
- ISTAG Sidi Moumen
- Lycée Mansour Dahbi
- Lycée Khadija Oum Mouminine
- Lycée Hassan Ibn Tabibt
- Lycée Mohamed 6
- Lycée Dakhla
- Collège Ibn Sina
- Collège Abdallah Ghenoun
- Ecole Moussa Ibn Noussair
- Ecole Attacharouk
- Ecole Rihani
- Ecole Ibn Badiss
- Lycée Fatima el Fehria
- Collège Faqih al Qori
- Lycée Ibno al haitam
- École قاضي العياض

## Économie
L'arrondissement abrite quelques sites industriels tels que :
- Coca-cola
- Brasserie du Maroc
- Eurobennes
- Centre de maintenance du Tramway

## Transport
Sidi Moumen est desservi par neuf stations de la ligne 1 du tramway :
- T 1 Hay Raja
- T 1 Forces auxiliaires
- T 1 Sidi Moumen - Okba Ibnou Nafi
- T 1 Attacharouk
- T 1 Hôpital Sidi Moumen
- T 1 Centre de maintenance
- T 1 Mohammed Zefzaf
- T 1 Nassim
- T 1 Sidi Moumen - Terminus